# Мирненское сельское поселение (Челябинская область)
Мирненское се́льское поселе́ние — муниципальное образование в Сосновском районе Челябинской области Российской Федерации. В рамках административно-территориального устройства муниципальное образование  соответствует административно-территориальной единице Мирненский сельсовет.
Административный центр — посёлок Мирный.

## История
Статус и границы сельского поселения установлены Законом Челябинской области от 9 июля 2004 года № 246-ЗО «О статусе и границах Сосновского муниципального района и сельских поселений в его составе».

## Население
| 2002  | 2010  | 2011  | 2012  | 2013  | 2014  | 2015  |
| ----- | ----- | ----- | ----- | ----- | ----- | ----- |
| 3901  | ↘3715 | ↗3724 | ↗3762 | ↗3812 | ↗3855 | ↗3863 |
| 2016  | 2017  | 2018  | 2019  | 2020  | 2021  | 2023  |
| ↘3795 | ↘3779 | ↘3694 | ↗3708 | ↗3756 | ↗4402 | ↗4415 |

## Состав сельского поселения
| № | Населённый пункт | Тип населённого пункта          | Население |
| - | ---------------- | ------------------------------- | --------- |
| 1 | Бухарино         | деревня                         | ↘96       |
| 2 | Касарги          | деревня                         | ↘707      |
| 3 | Касарги          | посёлок                         | →25       |
| 4 | Кисегачинский    | посёлок                         | ↘98       |
| 5 | Медиак           | деревня                         | ↗259      |
| 6 | Мирный           | посёлок, административный центр | ↘2084     |
| 7 | Ужевка           | деревня                         | ↗446      |

## Исчезнувшие населенные пункты
- Щербаки — деревня, основанная в 1787—1795 годах, недалеко от реки Сорочий Лог, упразднена в 1979 году, рядом находится деревня Бухарино.[17]